# کلاغ سیاه (فیلم ۱۹۶۳)
«کلاغ سیاه» (انگلیسی: The Raven) فیلمی در ژانر فانتزی و کمدی ترسناک به کارگردانی راجر کورمن است که در سال ۱۹۶۳ منتشر شد. از بازیگران آن می‌توان به وینسنت پرایس، پیتر لوری، بوریس کارلوف، هیزل کورت، و جک نیکلسون اشاره کرد.

## چکیده داستان
قرن پانزدهم، انگلستان. دکتر کریون برای سوگواری در عزای لنور، همسر از دست رفته اش، از انجمن شعبده بازان کناره می‌گیرد. شبی، او با یک کلاغ سخن گو دیدار می‌کند. کلاغ برای او فاش می‌کند که همسرش را زنده و سالم در قلعه جادوگر وحشتناک اسکارابوس دیده‌است…